# صلاح المولد
صلاح المولد ( - 29 ديسمبر 2021) لاعب كرة قدم سعودي سابق، لعب في نادي الاتحاد السعودي.

## وفاته
توفي صباح يوم الأربعاء 25 جمادى الأولى 1443 هجريًّا الموافق 29 ديسمبر 2021 ميلاديًا بعد معاناته مع المرض، وقد نعاه نادي الاتحاد في تغريدة عبر تويتر جاء فيها: «ينعي مجلس إدارة نادي الاتحاد برئاسة أنمار الحائلي لاعب الفريق الأول لكرة القدم السابق الفقيد صلاح المولد "يرحمه الله". سائلا المولى عز وجل أن يتغمد الفقيد بواسع رحمته ومغفرته ويسكنه فسيح جناته وأن يلهم ذويه الصبر والسلون. "إنا لله وإنا إليه راجعون"».